# Hino à Alegria

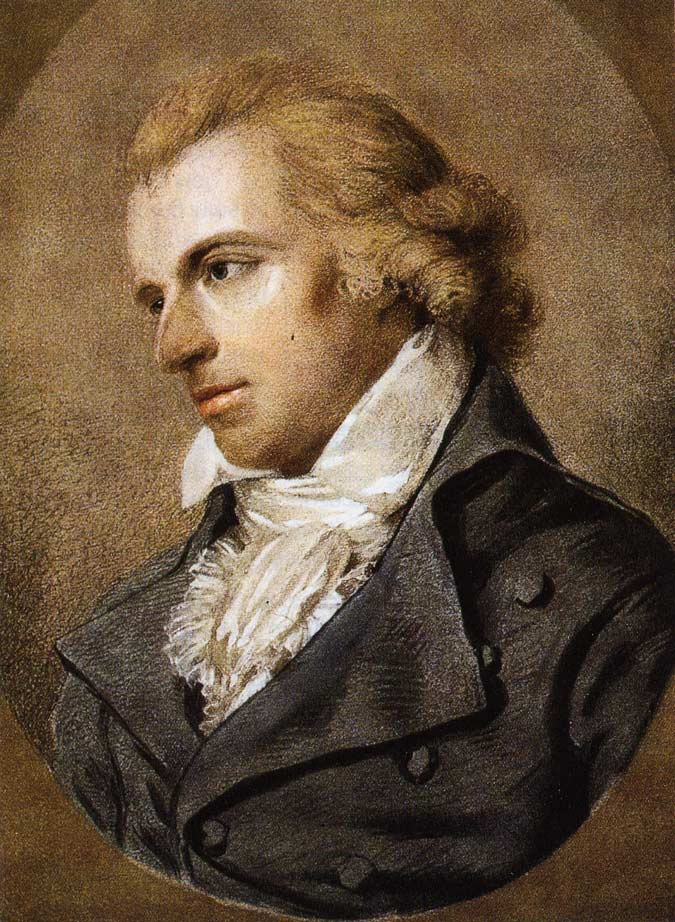
Schiller.

O Hino da Alegria, ou Ode à Alegria (em alemão Ode an die Freude), é um poema escrito por Friedrich Schiller em 1785 e tocado no quarto movimento da 9.ª sinfonia de Ludwig van Beethoven.
Neste poema Schiller expressa uma visão idealista da raça humana como irmandade, uma visão que tanto este como Beethoven partilhavam.

## Letra
| Freude, schöner Götterfunken, Tochter aus Elysium, Wir betreten feuertrunken, Himmlische, dein Heiligtum! Deine Zauber binden wieder Was die Mode streng geteilt; Alle Menschen werden Brüder Wo dein sanfter Flügel weilt. Wem der große Wurf gelungen Eines Freundes Freund zu sein; Wer ein holdes Weib errungen Mische seinen Jubel ein! Ja, wer auch nur eine Seele Sein nennt auf dem Erdenrund! Und wer's nie gekonnt, der stehle Weinend sich aus diesem Bund! | Alegria, sois Divina filha de Elísio tornais ébria a Poesia inspirais Dionísio Nem costumes ou tradição Vos reduzem o Encanto criais-nos um mundo irmão insuflais nosso Canto Feliz de quem alcançou ser-se amigo dum amigo Quem doce dama ganhou jubile-se comigo Quem um só ente conquistou seja citado no mundo mas se na Alegria falhou ficai só moribundo! |
| | |

A tradução acima, de João Pimentel Ferreira, é uma tentativa de ser fidedigna ao espírito do poema original de Schiller, respeitando também a rima e a métrica do poema.

## Legado
Em 19 de janeiro de 1972 o hino de Beethoven foi oficialmente adotado pelo Conselho da Europa. Geralmente é tocado sem letra, pois a música é uma linguagem universal e per se obtém o mesmo efeito de como se fosse cantada. O hino expressa os ideais de liberdade, paz e solidariedade, ambicionados pelo continente europeu e suas instituições como um todo. Na altura, Herbert von Karajan compôs os três arranjos oficiais: um para piano, um para instrumentos de sopro e outro para orquestra. Em 1985 a União Europeia adotou o mesmo símbolo com todos os significados a este inerentes, sendo ela a sucessora do antigo Conselho da Europa.
Este hino não substitui os hinos nacionais dos países-membros, mas funciona como uma forma de celebração do lema da União Europeia na sua plenitude e exalta os valores que todos os países se comprometem ao aderir a esta União.
Ele é entoado em cerimónias oficiais da União Europeia, e em vários tipos de manifestações e eventos que envolvem a instituição. Seu uso não se resume, no entanto, exclusivamente à União Europeia, mas a toda a Europa como uma ideia alargada.
Em muitos países como na Alemanha e no Japão a Nona Sinfonia é executada em Concertos no Reveillon.

## Ver Também
- Sinfonia n.º 9 (Beethoven)
- Hino Europeu